# Al-Birzali
Àlam-ad-Din al-Qàssim ibn Muhàmmad ibn Yússuf ibn Zakí-d-Din ibn Abi-Yaddàs al-Birzalí al-Ixbilí aix-Xafií (àrab: علم الدين القاسم بن محمد بن يوسف بن زكي الدين محمد بن يوسف بن أبي يداس البرزالي الإشبيلي الشافعي, ʿAlam ad-Dīn al-Qāasim b. Muḥammad b. Yūsuf b. Zakī d-Dīn b. Abī Yaddās al-Birzālī al-Ixbīlī ax-Xāfiʿī), més conegut senzillament com Àlam-ad-Din al-Birzalí (Damasc, 1267 - Khulays, 13 de juny de 1339), fou un historiador sirià nascut a Damasc el febrer/març de 1267, descendent d'amazics Banu Birzal. El seu besavi s'havia establert a Síria, a començament del segle xiii, segurament procedent de Sevilla. Va morir a Khulays, al territori sagrat de la Meca, el 13 de juny de 1339, mentre feia la peregrinació.
No existeix una llista completa de les seves obres, ni se n'ha publicat cap de les conservades. Entre les seves obres més citades destaca una història que arribaria fins a l'any 1335/1336, continuada després per altres historiadors i que, segons algunes fonts, duria el títol Al-muqtafí li-tarikh Abi-Xamma (àrab: المقتفي لتاريخ أبي شامة, Al-muqtafī li-taʾrīẖ Abī Xāmma, ‘La continuació de la Història d'Abu-Xamma’), i que és coneguda com Història d'al-Birzalí (àrab: تاريخ البرزالي, Taʾrīẖ al-Birzālī). Va escriure també un parell de mújams o diccionaris de biografies de savis: el més extens no s'ha conservat, tot i que va ser molt usat per a la història acadèmica coetània, mentre que l'altre, dedicat als seus primers mestres, sí que es conserva.